# Ноел Мартин Џозеф Некер
Ноел Мартин Џозеф Некер фр.  25. децембра 1730 у Лилу Француска Фландрија - 30. децембра 1793 у Манхајму Изборни Палатинат) био је био је француско-немачки лекар и ботаничар. Његова званична ботаничка ауторска скраћеница је Нек.

## Биографија
Некер је био лични лекар на суду Изборног палатината Electoral Palatinate у Манхајму. У својој функцији „ботаничара изборног палатината“, углавном се бавио маховином.
Од 1768. био је редовни члан Академије наука изборног палатината у Манхaиму, а од 1773. страни члан Баварске академије наука.

## Истраживање
Његов ботанички рад обухватао је проучавање маховине (Bryophyta) о којој је написао неколико дела и такође је проучавао и гљивице о којима је написао Traité sur la mycitologie. Такође је познат по описивању орхидеја рода Dactylorhiza .

## Епоними
У његову част именовани су род маховине Neckera, и њена породица Neckeraceae.

## Publications
- Deliciae gallobelgicae silvestres, seu Tractatus generalis plantarum gallo-belgicarum. 2 vols. 1768
- Methodus Muscorum per Clases, Ordines, Genera (Juniperus dilatata & Juniperus sabina var. tamariscifolia) Necker, Noël Joseph de. Mannheim. 1771
- Physiologia muscorum, per examen analytic Necker, Noël Joseph de. 1774
- Traité sur la mycitologie ou Discours sur les champignons en général… 1774
- Phytozoologie philosophique, dans laquelle on démontre comment le nombre des genres & des especes, concernant les animaux & les vegetaux, a été limité & fixé par la nature. Necker, Noël Joseph de, Societatem Typographycam. 1790
- Corollarum ad Philos, botanicam Linnaei spectans Necker, Noël Joseph de, Neowedae ad Rhenum apud Societaten Typographycam. 1790
- Elementa botanica, genera genuina, species naturales omnium . . . Necker, Noël Joseph de, Societatem Typographycam. 1790